# Gypona lasua
Gypona lasua är en insektsart som beskrevs av Delong 1980. Gypona lasua ingår i släktet Gypona och familjen dvärgstritar. Inga underarter finns listade i Catalogue of Life.